# Cambridge (Schiff, 1861)
Die Cambridge war ein bewaffneter Segeldampfer der United States Navy, der während des Amerikanischen Bürgerkrieges zum Einsatz kam.

## Allgemeines
Die Cambridge wurde durch Paul Curtis auf einer Werft in Medford (Massachusetts) gebaut und lief 1860 vom Stapel. Sie wurde am 30. Juli 1861 durch die amerikanische Marine erworben und zum „Kanonenboot“ umgerüstet. Die Indienststellung erfolgte am 29. August 1861 unter dem Kommando von Commander W. A. Parker.
Sie wurde im Rahmen des Bürgerkrieges zur Blockade der Atlantikküste bzw. -häfen der Konföderierten eingesetzt, wobei sie 11 Schiffe als Prise aufbringen konnte. Hierbei gehörte sie vom 9. September 1861 bis zum 5. Oktober 1864 der North Atlantic Blockading Squadron und ab 9. Februar 1865 bis Kriegsende der South Atlantic Blockading Squadron an.
Nach dem Ende des Krieges wurde das Schiff am 20. Juni 1865 in Philadelphia außer Dienst gestellt und verkauft.